# Krilo (Alternativa za Nemčijo)
Krilo (nemško Der Flügel) je bila etnično-nacionalistična in skrajno desničarska skupina znotraj nemške stranke Alternativa za Nemčijo (AfD). Od leta 2015 naprej se je oblikovala predvsem okoli turingijskega predsednika AfD Björna Höckeja; leta 2020 sta bila poleg Höckeja kot druga ključna akterja imenovana še Hans-Thomas Tillschneider in Andreas Kalbitz. Krilo je veljalo za eno najpomembnejših skupin v stranki. Varnostni organi so ocenili, da je bilo 40 odstotkov članov stranke v Vzhodni Nemčiji. 
Marca 2020 je Zvezni urad za varstvo ustave (BfV) uvrstil Krilo med »potrjena desničarska ekstremistična prizadevanja proti svobodnemu demokratičnemu osnovnemu redu«. Od takrat so njegovi predstavniki pod obveščevalnim nadzorom. Po tem ko je zvezni izvršni odbor AfD pozval Krilo, da se do konca aprila 2020 razpusti, se je prisotnost skupine na spletu končala. Marca 2022 je upravno sodišče v Kölnu dovolilo Zveznemu radu za zaščito ustave, da krilo uvrsti med sumljive primere le zaradi formalne razpustitve krila. 